# Kafr asz-Szaba
Kafr asz-Szaba (arab. كفر الشبع) – miejscowość w Egipcie, w muhafazie Al-Minufijja. W 2006 roku liczyła 5643 mieszkańców.